# André Verheye
André Verheye, né le 18 février 1950 à Bruxelles (province de Brabant), est un artiste peintre, illustrateur belge également connu sous le pseudonyme Dédé comme auteur de bande dessinée humoristique pour l'hebdomadaire jeunesse Spirou.

## Biographie
André Verheye naît le 18 février 1950 à Bruxelles,.
Il étudie le dessin monumental, l'illustration et la publicité à l'Académie royale des beaux-arts de Bruxelles  de 1966 à 1971.

### Débuts en bande dessinée
Il publie ses premières planches de bande dessinée dans le supplément "jeunesse" du quotidien bruxellois Le Soir. Une collaboration entre les éditeurs Rossel et Dargaud lui permet de produire en 1972, sous la férule d'Henri Desclez, des parodies d'actualités belges en bande dessinée, dans un supplément dédié du journal Pilote. Sous le pseudonyme de Dédé, en 1973, Il enchaîne avec les Découvertes Dupuis, banc d'essai et tremplin pour de nombreux auteurs émergents. Pour le journal Spirou, il créera successivement des pages de jeux, illustrations de rédactionnel, des encarts bande dessinée en 16 pages (Spirou Pirate), des interventions dans la rubrique L'Apache qui rit sous la houlette du rédacteur en chef Thierry Martens. Viennent ensuite les séries animalières humoristiques Alcofribas (1975-1977), O'Trush (1977), Les Truffineux (1979-1982).
Parallèlement, il réalise seul un court récit de 6 planches intitulé Boyoc et Balmuseth dans Curiosity Magazine, une publication des Éditions Michel Deligne en 1976.
Il cofonde en 1978 l'éphémère mensuel Zazou avec ses comparses de l'Académie, Bom, Bosse, et Watch, il en illustrera la couverture et y créera le personnage de Chippie,.
Durant la même période, il assiste Luc Mazel (aka Mavérick) sur la série Chacal Bill dans Pif Gadget. Au milieu de cette décennie, il collaborera avec Peyo pour le magazine Schtroumpf !, et réalisera quatre albums de contes avec ces personnages, traités à l'aquarelle sur base de textes d'Yvan Delporte. Il réalise aussi quelques décors pour Boule et Bill pour Roba. Il participe également à l'album collectif Pétition - À la recherche d'Oesterheld et de tant d'autres ! sur le scénariste argentin disparu Héctor Germán Oesterheld édité par Amnesty International en 1986.

### Travaux publicitaires
Au cours des années 1980, André Verheye délaisse progressivement la bande dessinée pour se consacrer à l'art commercial. Il a passé dix ans à effectuer des travaux de conception et d'illustration pour les divisions Disney au Benelux, en Suisse et au Moyen-Orient, notamment pour la relance à la fin des années 1980 du personnage d'Eega-Beeva dans l'univers Disney et une ligne de produits Disney, pour les supermarchés Delhaize. Travaillant pour de grandes agences de publicité, André Verheye réalise des illustrations de communication d'entreprise pour des entreprises comme Procter & Gamble, l'entreprise de nettoyage Cemstobel, Diamant Boart, Dimas et Shell. Dans la publicité, il dessine Tony, le tigre mascotte des céréales Frosties, ainsi que le personnage Pierrot pour les bouteilles d'eau minérale Spa. En tant qu'illustrateur, il a fréquemment travaillé pour des sociétés et des éditeurs médicaux et éducatifs comme Baxter, De Boeck et Van In. Dans les années 2000, il encore crée sa propre banque d'images Toonbook2 avec des cartoons et des images vectorielles.

André Verheye dans son atelier

### Peintre
En marge de cela, il est actif dans le domaine de l'art pictural. Il participe aux expositions de l'Université libre de Bruxelles, du Centre culturel de Ganshoren, à la Biennale de Wavre, à l'Amour Fou. Little Van Gogh (Corporata Art). Il expose en outre au Centre belge de la bande dessinée sur le thème de la bande dessinée animalière sous le commissariat de Jean-Claude De la Royère.
À ce jour, il se consacre pleinement à la peinture.

### Vie privée
Il réside à Limal dans la Brabant Wallon où il a son atelier.

## Œuvres

### Les Contes du Grand Schtroumpf
- 1. Le Merle blanc, Cartoon Creation, Bruxelles, 1991
Scénario : Yvan Delporte - Dessin : Peyo, André Verheye - Couleurs : André Verheye -  (ISBN 2-87345-004-5),Dessins et couleurs à 4 mains.
- 2. Le Chemin solitaire, Cartoon Creation, Bruxelles, 1991
Scénario : Yvan Delporte - Dessin : Peyo, André Verheye - Couleurs : André Verheye -  (ISBN 2-87345-005-3)
- 3. Le Schtroumpf qui aimait les fêtes, Cartoon Creation, Bruxelles, 1991
Scénario : Yvan Delporte - Dessin : Peyo, André Verheye - Couleurs : André Verheye -  (ISBN 2-87345-006-1)
- 4. Le Brochet du lac, Cartoon Creation, Bruxelles, 1991
Scénario : Yvan Delporte - Dessin : Peyo, André Verheye - Couleurs : André Verheye -  (ISBN 2-87345-007-X)

### Collectifs
- Collectif dont Dédé[12], Pétition : À la recherche d'Oesterheld et de tant d'autres !, Amnesty International - Belgique francophone ASBL Groupe 64, novembre 1986, 47 p. (présentation en ligne)